# Roman Syka
Roman Syka (ur. 30 stycznia 1940 w Bydgoszczy) – polski bokser, medalista mistrzostw Polski.

## Życiorys
Boks zaczął uprawiać w 1954 w Brdzie Bydgoszcz, następnie został zawodnikiem Zawiszy Bydgoszcz. Na mistrzostwach Polski seniorów zdobył brązowy medal w wadze lekkośredniej (71 kg) w 1963.
Stoczył 247 walki, z których wygrał 201, zremisował 12. Od 1977 działał w sekcji łyżwiarstwa figurowego BKS Budowlani Bydgoszcz, w latach 1980-1986 był jej kierownikiem, od 1990 działał w sekcji łyżwiarstwa figurowego w Starcie Wisła Toruń.